# Acrocercops macaria
Acrocercops macaria là một loài bướm đêm thuộc họ Gracillariidae. Nó được tìm thấy ở Queensland và New South Wales.
Ấu trùng ăn Acronychia baueri, Acronychia laevis, Euodia micrococca, Halfordia drupifera và Halfordia kendack. Chúng cuộn lá làm tổ. The mine consists of an elongate, gall-like blotch in the deeper tissues of the leaf, rather inflated và showing only as a slightly convex swelling on both leaf surfaces.